# أجسام داوني
أجسام داوني (بالإنجليزية: Downie bodies)‏ وتعرف أيضاً بأنها نوع من نوع-A للأجسام المُشْتَمَلَةُ (المحصورة)، وهي نوع من الأجسام المحصورة المرتبطة بجدري البقر
. تم تسميتهم بهذا الاسم تبعاً لألان وات داوني.
لا ينبغي خلطها مع مصطلح أجسام داوني (Downey bodies)، والذي يشير إلى نوع من الخلايا التائية الملاحظ في كثرة الوحيدات العدوائية.